# Geoff Leigh
Geoff Leigh, né le 5 octobre 1945, est un musicien de jazz anglais et de rock progressif qui joue principalement du saxophone soprano et de la flûte. Il est membre du groupe anglais d'avant-rock Henry Cow et fonde lui-même plusieurs groupes, notamment Red Balune, Random Bob, Black Sheep, Mirage et Ex-Wise Heads. 

## Biographie

### Début de carrière
Les premiers concerts de Geoff Leigh ont eu lieu avec des groupes de musique soul à Manchester en 1965 (les débuts de la désormais célèbre Northern Soul Scene), dans des clubs comme le Twisted Wheel. Sa carrière professionnelle débute en 1968, en tournée au Royaume-Uni et en Europe avec différents groupes jazz-rock-rock progressif, principalement Crazy Mabel. En 1969, il rejoint le groupe de Gerry Fitzgerald, Mouseproof, qui lui fait découvrir l'École de Canterbury et des musiciens comme Daevid Allen, Kevin Ayers et Robert Wyatt. 

### Univers Zero et les années 1980
Leigh continue à travailler avec le percussionniste Asad Oberoi de Rotterdam, composant et interprétant de la musique pour plusieurs productions de danse. Grâce à ses contacts à Bruxelles, il travaillé avec le cinéaste Alain de Halleux sur de nombreuses publicités télévisées et cinématographiques, dont une trilogie d'annonces pour Perrier. Plusieurs duos éphémères et projets ponctuels de cette période incluent les musiciens John Van Rymenant (saxophones, électronique, programmation), Peter Beyls (logiciels auto-conçus, contrôleurs, interfaces, électronique), Claude Janssens (saxophone alto, trombone, programmation). Leigh joue avec Pierre Jacob (claviers, flûtes, percussions, voix) dans le groupe de fusion Sables (groupe) de 1988 à 1992, et forme en 1988 le Morton Fork Gang avec le saxophoniste britannique Joe Higham - le groupe comprenait Daniel Denis (batterie) et Guy Segers (basse) de Univers Zéro, Jan Kuijken, et les saxophonistes Mark Bogaerts et Daniel Stokart.